# أناغريليد
أناغريليد هو دواء يستعمل في علاج كثرة الصفيحات الأولية، كما استعمل في علاج ابيضاض الدم النقوي المزمن.

## التسويق
تنتجه شركة شاير تحت اسمين تجاريين هما: Agrylin و Xagrid.
كما تنتجه شركة (AOP Orphan) تحت اسم Thromboreductin.

## الاستعمال الطبي
يستعمل أناغريليد في علاج كثرة الصفيحات الأولية خاصة عندما تكون العلاجات التي استعملها المريض ليست كافية. كما أن أناغريليد مناسب للمريض إذا كان لديه واحد أو أكثر من العوامل التالية:
- العمر أكثر من 60 سنة
- الصفيحات الدموية أكثر من 1000×109/لتر
- إصابة سابقة بالخثار